# Lijst van personages uit Thorgal
Dit is een lijst van personages uit de stripreeks Thorgal.

## A

### Aaricia
Echtgenote van Thorgal. Zij is een dochter van Gandalf de Gek, koning van de Noord-Vikingen.

### Arisön
De enige overlevende op het behekste schip in Neokora. Hij beschikt over wapens afkomstig uit het ruimteschip van Slive. Hij helpt Kriss van Valnor.

### Akzel
Metgezel van Kris van Valnor in De Tijdberg, het zevende deel in de spin-of reeks Kris van Valnor.

### Akwila
Akwila is de dochter van Slive en 'de heer van de drie adelaars'.

### Alinoë
Naam van het denkbeeldige speelkameraadje van Jolan, die in het gelijknamige 8e deel van de serie ontsnapt aan de controle van Jolan en zich ontwikkelt tot een demon.

### Aniël Thorgalsson
Zoontje van Thorgal bij Kriss van Valnor. Hij verschijnt voor het eerst ten tonele in het album Kriss van Valnor. Aniël kan geen geluiden voortbrengen omdat zijn stembanden doorgesneden zijn.

### Anina
Thorgals eerste lichamelijke liefde. Ze kreeg van hem een zoon, Skald, die net als Jolan uitzonderlijke krachten heeft.

### Arachnea
Naar deze persoon is het 24e deel van de serie vernoemd. Arachnea was ooit een mooie prinses, maar haar vader liet haar minnaar terechtstellen en smeekte de goden zijn dochter voor eeuwig te laten leven. De goden gaven haar het eeuwige leven, echter niet als menselijk wezen maar in de gedaante van een spin. Ieder jaar moeten er twee menselijke offers aan haar worden gebracht.

### Argun Boomvoet
Oom van Tjal de vurige en wapensmid die de boog van Thorgal heeft gemaakt. Komt ook voor in het 1e deel van Kris van Valnor.

### Arisön
Onbetrouwbare reisgenoot in het album Neokora.

### Arlac
Een van de concurrenten van Jolan in het album Ik, Jolan.

### Armenos
Wijze uitvinder en geleerde in het koninkrijk van Zhar, die als enige een geneesmiddel heeft tegen de Blauwe ziekte.

### Avrenim
Mechanische uil uit de albumreeks de werelden van Thorgal - Wolvin.

## B

### Birbu en Burbi
Metgezellen (levende poppen gemaakt) van Jolan in het kasteel van Manthor.

### Björn Gandalfson
Broer van Aaricia en de zoon van Gandalf de Gek. Van jongs af aan rivaal van Thorgal.

### Bohr
Bohr is een van de meesters van de rode magie die Aniël naar Bag Dadh leidde (album 34).

## C

### Caleb
Boer uit het dorpje waar Thorgal en Aaricia zich verschuilen (album 4). Hij is de vader van Shaniah.

### Clay
Metgezel van Kriss van Valnor in De Tijdberg, het zevende deel in de spin-of reeks Kriss van Valnor.

## D

### Darek
Darek is een vriend van Jolan. Hij is een banneling afkomstig uit Zweden. Hij heeft een zuster genaamd Lehla (zie delen 20 en 25 van de reeks).

### Draye
Een van de concurrenten van Jolan in het album Ik, Jolan.

## E

### Enyd
Boerendochter en vriendin van Aaricia en Isoline. Zij was gered uit de zee door Mehdi. Daarna bleef hij haar beschermen. Zij is daardoor mogelijk verliefd op Mehdi, net zoals Aaricia verliefd is op Thorgal.

### Erika
Vrouw van Olaf Einarson.

### Erwin
Hulpje van Ossian.

## F

### Fenrir
Reuze wolf die de hand van de god Týr heeft afgebeten.

### Frigg
Vrouw van Odin, koningin van de Asen, en godin van het firmament. Zij heeft een zwak voor Thorgal en zo nu en dan grijpt zij in als Thorgal in moeilijkheden verkeert.

### Fural (paard)
Paard van Thorgal.

## G

### Galathorn
Kroonprins van Brek Zarith. Hij is een vriend van Thorgal en wordt door deze meerdere malen gered. Galathorn heeft een zus, prinses Syrane.

### Gandalf-de-Gek
Vader van Aaricia en leider, later koning, van de Noord-Vikings in opvolging van Leif Haraldson, de adoptievader van Thorgal.

## H

### Helgith
Helper van Shardar en begiftigd met magische krachten.

### Hierulf-De-Denker
Wijze Viking in het dorp waar Thorgal en Aaricia opgroeien. Hij werd in opdracht van het Alding gestuurd om de kroon te brengen aan Gandalf-de-Gek en te controleren of deze de wetten van het Noord-Vikingen wel in acht nam. Hij is voorzitter van de lokale Thing.

### Hicham
Evenals Wolvin een slachtoffer van Azzalepstön die zijn dierlijke kant probeert terug te vinden. Zijn dierlijke alter ego helpt Wolvin om de afgehakte hand van de God Tyr te vinden.

## I

### Ingrid, Ragnhilde en Skadia
Drie zusters die in een, van tijd afgesloten, tropisch paradijs wonen waar Thorgal in terechtkomt als hij in een ijsspleet valt. Skadia helpt hem ontsnappen en ontdekt dan dat de tijd haar al in de eerste nacht heeft ingehaald.

### Ingvild
Een van de concurrenten van Jolan in het album Ik, Jolan.

### Isoline
Dochter van de beroemde goudsmid Tiloë Papamastek. Vriendin van Aaricia en Enyd. Zij is van Deense afkomt, maar is afkomstig uit het zuiden van Zweden. Een oom van haar woont in de stad van Harald Blauwtand.

## J

### Jaax
Een man uit de verre toekomst die naar de tijd van Thorgal reist om de kroon van Ogotai te bemachtigen. Jolan gebruikt zijn reiziger (een voorwerp waarmee je door de tijd en ruimte kan reizen) om zijn moeder en zusje te redden.

### Jadawin
Nare bediende van de drie grijsaards van het land Aran.

### Jarl Ewing
Legeraanvoerder van koning Shardar van Brek Zarith.

### Jolan
Zoon van Thorgal en Aricia. Hij heeft een zus, Wolvin. In het album Het offer redt hij het leven van zijn vader door de tovenaar Manthor te vinden. In ruil daarvoor moet hij enkele jaren in dienst gaan bij Manthor. In parallelreeks Kriss van Valnor vervult hij de rol van koning-genezer en vecht om het voortbestaan van de heidense Noord-Vikingen tegen keizer Magnus.

### Jorund-de-Stier
Hoofdman van de Noord-Vikingen, soms vriend van Thorgal en soms vijand, die om het leven komt in de schatkamer van Brek Zarith.

## K

### Kahaniël van Valnor
Tovenaar die de godin Vylnia het hof maakte en vader werd van haar zoon Manthor. Als straf voor deze daad werd hij door Odin in ijs gevangen, met als vloek dat hij binnen een dag sterven zou mocht hij uit het ijs bevrijd worden. Toen hij eindelijk bevrijd werd, bevruchtte hij Olgave en werd hierdoor de vader van Kriss van Valnor.

### Kaléos
Verloofde van Maika in het album Arachnea. Hij wordt verkozen als een van de echtgenoten van de verschrikkelijke Arachnea. Als hij probeert te ontsnappen valt hij verblind door de stoom die het eiland omringt van de klif.

### Karshan van Urizen
Een van de drie gouden zwaardwinnaars in het album Drie grijsaards in land van Aran.

## L

### Leif Haraldsson
Adoptievader van Thorgal. Hij is ook koning van de Vikingen. Na zijn dood volgt Gandalf de Gek hem op.

### Lehla
Lehlais een vriendin van Jolan. Zij is een banneling afkomstig uit Zweden. Zij heeft een broer genaamd Darek (zie delen 20, 25 en 33 van de reeks).

### Lundgen
Viking uit de spin-offreeks De werelden van Thorgal: Wolvin die heel verliefd is op Aaricia. Hij probeert haar op allerlei manieren voor zich te winnen.

## N

### Nidhogg
Mythische slang, bewaker van de wortels van de wereldboom Yggdrasil.

## M

### Magnus
Medogenloze heerser in een rijk dat lijkt op een mengeling van het Byzantijns en Romeinse rijk. Hij verschijnt in de Aniël-cyclus en is prominent aanwezig in de parallelserie De werelden van Thorgal: Kriss van Valnor. Magnus misbruikt het geloof in Yavhus om zijn volk te kunnen controleren.

### Mahara
Heks, dochter van Ramaha. Zij heeft ambities om toe te treden tot de broederschap van de rode magie. 

### Manthor
Zoon van Kahaniel van Valnor en godin Vylnia en halfbroer van Kris van Valnor. Beheerst rode magie en is mentor van Jolan.

### Mestor
Officier op het ruimteschip Atlantia. 
Arabische diennaar. Hij heeft Enyd gered uit de zee. Dit was de opdracht van zijn meester en hij zal haar daarom blijven beschermen.

### Mýsla
Jonge slangenbezweerster die Thorgal helpt om de steen met de duizend ogen van de godin Skaedi uit Asgard te bemachtigen.

## O

### Olgave
Moeder van Kriss van Valnor.

### Ossian
Genezer in het zesde deel van Kriss van Valnor.

## P

### Petrov
Metgezel van Thorgal in de zwaardboot, Kah-Aniel en het scharlaken vuur.

## Q

### Quarl
Een Myrm in het album De blauwe ziekte. Zijn schouder werd gewond door de pijl van Thorgal. Dit werd gezien als een vernedering. Hierom daagde hij Thorgal bij hun ontmoeting uit tot een duel. Opmerkelijk is dat dit duel op een eerlijke gelijkwaardige manier plaatsvindt. Thorgals benen en een enkele arm werden vastgebonden, zodat hij een gelijkwaardige tegenstander was aan de gewonde dwerg met één arm in een mitella. Uiteraard won Thorgal het gevecht. Direct daarna redde Thorgal Quarl van het moerasmonster, de inktvisdraak. Hiermee was de eer van Quarl gered en verdiende Thorgal heel veel respect bij alle Myrms, die zeker ook net zoveel genoten van de spannende match.

## R

### Ramaha de Völva
Heks. Zij heeft een dochter Mahara. Ze haat Hierulf omdat hij haar verbannen had vanwege haar hekserij.

## S

### Salouma
Mysterieuze slavin die vrijgelaten werd door Thorgal in De zwaardboot. Zij vertelt Thorgal - als dank voor haar vrijkoping - over de beweegredenen van de Rode Magiërs, de geschiedenis van Bag Dadh en het tragische verhaal van kalief Ahmed Al Waloud, zijn geliefde Shirene en diens dienster Shazade. Waar de meeste vrouwen niet in slagen lukt haar wel - het lukt haar Thorgal in te palmen. Het is echter geen liefde die haar drijft, maar een duister geheim, ze is de Kazar, de tijdelijke ziel van de Rode Magiërs.

### Sigwald de Verbrande
Kompaan van Kris van Valnor. Hij probeert met haar zijn gevangen dochter te bevrijden en wordt later door Caledoniërs gedood.

### Shaniah
Dochter van Kaleb. Zij wordt verliefd op Thorgal en verzorgt hem als hij gelooft dat zijn vrouw gedood is tijdens de aanval op het dorp. Zij sterft in het volgende deel, De schaduwen voorbij.

### Sharn (wolf)
Wolf van Slive.

### Shardar
Koning van Brek Zarith die zich de troon ten nadele van zijn neef Galathorn toegeëigende. Hij gebruikt de magische krachten van Jolan om in de toekomst te zien. Als zijn koninkrijk wordt aangevallen probeert hij met Jolan te vluchten, maar sterft door een val in een ravijn. 

### Slive
Tien jaar lang gevangene van Gandalf de Gek en tevens, samen met dochter Akwila, afstammeling van het sterrenvolk.

### Skald
Zoon van Anina. Oudste zoon van Thorgal. Hij heeft geneeskundige krachten net als Jolan. Heeft Slive geholpen met haar ontsnapping uit de toren. Waarna Slive zijn tong afgesneden had zodat hij het niet na kon vertellen. Uit wraak daarop had Anina een pijl in het oog van Slive geschoten die daarna geamputeerd moest worden.

### Solveig
Jeugdvriendin van Aaricia. Zij was tegen haar wil getrouwd met Orwald, die ze haat.

### Syrane
Zuster van Galathorn.

## T

### Tjahzi
Dwerg en metgezel van Thorgal op een van zijn avonturen.

### Tjall-de-Vurige
Neef van Argun Boomvoet die verliefd wordt op Kriss van Valnor. In een aantal delen speelt hij een belangrijke rol. Door Kriss laat hij zich overhalen Thorgal in de steek te laten. Hij wordt gedood in het album De stad van de verloren god.

### Torric (Saxegaard)
Meester van de bergen. Thorgal ontmoet hem als jeugdig persoon (Torric) en als oude verbitterde tegenstander (Saxegaard).

## V

### Varth (Ogotaï)
Varth is de vader van Thorgal. In het land Qa neemt hij identiteit aan van de god Ogotaï. Zijn rivaal is zijn schoonvader Xargos.

### Veronar
Incompetente zoon van Shardar de koning van Brek Zarith.

### Vigrid
Noorse god van de dichtkunst. Aaricia beleeft in het album Aaricia een wonderlijk avontuur met hem, en hij komt nog een paar keer 'in beeld'.

### Vlana
Jonge mooie vrouw uit het album De meester van de bergen die alleen woont in een afgelegen schuur, zevenendertig en een half jaar voor de tijd van Thorgal. Haar grootvader, liet haar een magische ring na genaamd "Ouroboros", en voorspelde dat ze een donkere man tegen zou komen die haar zou beschermen. Deze ring zorgt dat de tijd verschuift. Vlana houdt in het geheim van Thorgal en stelt haar leven ten doel om hem te kunnen redden.

### Vylnia
Godin die verliefd werd op een mens, Kahaniël van Valnor. Ze raakte zwanger van hem en werd moeder van de halfgod Manthor. Door Odin werd zij het recht ontzegd in Midgard te verblijven. Ze voedde haar zoon op in de tussenwereld.

## W

### Wargan
Mysterieuze helper van Galathorn uit de De schaduwen voorbij.

### De Welwillenden
Mysterieuze heersers van het land van Aran die in hun kasteel in het meer zonder bodem leven.

### Wolvin
Jongste dochter van Thorgal.

## X

### Xargos(Tanatloc)
Grootvader (vader van Haynee) van Thorgal.

### Xia
Een van de concurrenten van Jolan in het album Ik, Jolan.

## Y

### Yavhus
Goddelijke figuur binnen een monotheïstische religie die in Magnus' rijk als staatsgodsdienst is ingevoerd. De naam en het concept doen sterk denken aan Jahweh uit het Jodendom en christendom.